# Конституционный референдум в Армении (2020)
Конституционный референдум в 2020 году (арм. Հայաստանի սահմանադրական հանրաքվե) — референдум в Армении, был запланирован на 5 апреля 2020 года, но был отложен на неопределённый срок из-за чрезвычайного положения в Армении. На референдуме будет решён вопрос о прекращении полномочий Президента и членов Конституционного Суда Республики Армения.

## Предпосылки
В 2020 году 6 февраля в обращении 7-го созыва Национального собрания от блока «Мой шаг» был внесён «проект поправок к Конституции Республики Армения», который был принят в первом чтении. За этим последовало голосование референдума по этому вопросу, который был принят от блока «Мой шаг», от которого проголосовали 88 депутатов, «Просвещенной Армении», 15 голосов против, а партия процветающая Армения не участвовала в голосовании.
9 февраля президент Армении Армен Саргсян подписал указ о назначении референдума, который запланирован на 5 апреля.

## Срок
Референдум должен быть проведен по указу президента Армении не ранее, чем через 45 дней и не позднее чем через 60 дней. Референдум начинается 17 февраля по 3 апреля .

## Пропаганда
Согласно Закону Республики Армения о референдуме, до референдума формируются две пропагандистские стороны: «ДА» и «НЕТ». Согласно тому же закону, группа депутатов, проголосовавших за решение о референдуме в Национальном Собрании, является пропагандистской стороной «ДА». И, соответственно группы, которые проголосовали «НЕТ» или воздержались. Поэтому кампания «ДА» поддерживается фракцией « Мой шаг», а фракция «НЕТ» это фракция « просвещенная Армения», но фракция объявила, что отказывается участвовать в лагере «НЕТ».Главой пропаганды лозунга «Да» стал представитель партии «Мой шаг» Ваагн Овакимян, а главой штаба стал министр территориального управления, председатель партии «Гражданский договор» Сурен Папикян. 18 февраля 2020 года адвокат Рубен Меликян зарегистрировал кампанию «НЕТ», в которую входят более 60 адвокатов.

## Критика, реакция
Инициатива референдума и закона о референдуме в парламенте, критике парламентской оппозиции и партийных фракций «просвещенной Армении» и Республиканской партии Армении.
Оказавшееся у руля правительство, доверие народа и использующие ожиданием авторитарные популисты захотели сделать конституционные изменения,чтобы до 7-й главы конституционного суда,да и глава конституционного суда и члены не смогли никак влиять на конституцию и,в конце концов поставить своего человека главой суда и  своих людей членами конституционного суда
— Часть из сообщения РПА, осуждающего референдум.
Заявление было сделано Советом адвокатов, призвав депутатов встать на эту инициативу, а президента выполнять обязанности сохранения Конституции.
Коммунистическая партия Армении, согласно заявлению, будет оставаться нейтральной. АРФД также отказался участвовать в референдуме и призвала игнорировать референдум .

## Нарушения
4 марта 2020 года в Национальном Собрании во время вопросов и ответов Сурен Папикян начал пропаганду выбора в пользу «Да», чем нарушил закон о референдуме, поэтому Центральная избирательная комиссия предупредила его об этом.

## Другие события
Сторона кампании «Да» объявила конкурс логотипов «ДА» с призовым фондом в 3 миллиона драмов. Победителем стал логотип, предложенный компанией «Гарун», который, как выяснилось позднее, был изкалендаря вечерний Ереван 23 сентября 1991 года, а приз в 3 миллиона драмов был распределен среди редакторов газеты и «наследников иллюстратора».
Анализ Миграна Мхитаряна обнаружил, что избирательный комитет кампании «Да» представлял более 500 человек, были ранее из партии РПА или из партии Дашнакцутюн .
Некоторые граждане поняли, что кампания «Нет» давала предвыборные взятки, и написали в прокуратуру, однако представитель кампании «Да» Ваагн Овакимян сказал, что к это не стоит серьёзно воспринимать .
7 марта 2020 года Никол Пашинян посетил село Куртан Лорийской области, где к нему подошел молодой человек с просьбой предоставить ему квартиру. После видеозаписи, сделанной NEWS.am 10 марта выяснилось, что у молодого человека были проблемы со здоровьем, и у него не было дома, поскольку его дом строился во время землетрясения и ещё не был готов. 11 марта, Никол Пашинян в Сисиане попросил извинился перед молодым человеком .
«Бойкот» кампания также принимала участие в кампании по проведению референдума, возглавляемая Ваагна Чахаляна . Бойкот была компанией в рамках кампании партии «НЕТ» .
После 12 марта кампания «ДА» прекратила свою кампанию в связи с распространением коронавируса в Армении.
16 марта в Армении было объявлено месячное чрезвычайное положение, в связи с чем референдум был отложен.